# Bupalus shensicola
Bupalus shensicola là một loài bướm đêm trong họ Geometridae.